# 伍纯道
伍纯道（1932年12月—1993年5月10日），字辛冶，号三不足斋主人、伴月楼主，男，汉族，广西全州人，中国书法家，曾任中国书法家协会理事。